# Домаґаличі
Домаґаличі (також Домагаличі) — львівський міщанський рід. 

## Представники
- Юзеф — «ґеометра», за легендою — автор
  - Войцех (Альберт) — купець, лавник, дружина — Катаріна (Катажина) з Вольфовичів.
    - Ян — фундатор каплиці Домагаличів

Теперішня вулиця Грицька Чубая у Львові раніше називалася вулицею Домаґаличів.